# 山通村 (新潟県古志郡)
山通村（やまどおりむら）は、かつて新潟県古志郡にあった村。

## 沿革
- 1889年（明治22年）4月1日 - 町村制施行に伴い古志郡高畑村、長倉村、鉢伏村、大町村、柿村、山沢村、青木村、町田村が合併し、山通村が発足。村役場は旧高畑村に設置[3]。
- 1944年（昭和19年）から 1947年（昭和22年）の間に、村役場を大字高畑[4]より大字柿[1]へ移転。
- 1947年（昭和22年）10月10日 - 昭和天皇の戦後巡幸。昭和天皇が県立農事試験場を視察[5]。
- 1948年（昭和23年）7月1日 - 村域が二分割され、次のとおり隣接自治体に編入し消滅。
  - 大字長倉・鉢伏・大町・高畑・柿 → 長岡市に編入
  - 大字青木・町田 → 古志郡宮内町に編入